# Cijayanti
Cijayanti is een bestuurslaag in het regentschap Bogor van de provincie West-Java, Indonesië. Cijayanti telt 15.664 inwoners (volkstelling 2010).